# Governo Rinne
Il Governo Rinne è il 75º governo della Finlandia, formatosi dopo le elezioni del 2019. Ha presentato le dimissioni il 3 dicembre 2019, quando il Partito di Centro ha ritirato il proprio appoggio al governo, ed è rimasto in carica in attesa della formazione di un nuovo esecutivo guidato da Sanna Marin, nel frattempo eletta segretario del Partito Socialdemocratico. Il nuovo governo si è insediato il successivo 10 dicembre.

## Ministeri[2]
| Carica                                        | Titolare | Titolare                                                                   | Partito                               |
| --------------------------------------------- | -------- | -------------------------------------------------------------------------- | ------------------------------------- |
| Primo ministro                                |          | Antti Rinne                                                                | Partito Socialdemocratico             |
| Finanze e Vice Primo ministro                 |          | Mika Lintilä                                                               | Partito di Centro                     |
| Affari esteri                                 |          | Pekka Haavisto                                                             | Lega Verde                            |
| Interno                                       |          | Maria Ohisalo                                                              | Lega Verde                            |
| Cooperazione allo sviluppo e commercio estero |          | Ville Skinnari                                                             | Partito Socialdemocratico             |
| Giustizia                                     |          | Anna-Maja Henriksson                                                       | Partito Popolare Svedese di Finlandia |
| Lavoro                                        |          | Timo Harakka                                                               | Partito Socialdemocratico             |
| Difesa                                        |          | Antti Kaikkonen                                                            | Partito di Centro                     |
| Governo locale e gestione della proprietà     |          | Sirpa Paatero                                                              | Partito Socialdemocratico             |
| Trasporti e comunicazioni                     |          | Sanna Marin                                                                | Partito Socialdemocratico             |
| Istruzione                                    |          | Li Andersson                                                               | Alleanza di Sinistra                  |
| Scienza e cultura                             |          | Annika Saarikko (fino al 9 agosto 2019); Hanna Kosonen (dal 9 agosto 2019) | Partito di Centro                     |
| Affari europei                                |          | Tytti Tuppurainen                                                          | Partito Socialdemocratico             |
| Ambiente e cambiamento climatico              |          | Krista Mikkonen                                                            | Lega Verde                            |
| Agricoltura e foreste                         |          | Jari Leppä                                                                 | Partito di Centro                     |
| Affari economici                              |          | Katri Kulmuni                                                              | Partito di Centro                     |
| Affari sociali e salute                       |          | Aino-Kaisa Pekonen                                                         | Alleanza di Sinistra                  |
| Famiglia e servizi sociali                    |          | Krista Kiuru                                                               | Partito Socialdemocratico             |
| Cooperazione nordica e uguaglianza            |          | Thomas Blomqvist                                                           | Partito Popolare Svedese di Finlandia |

## Situazione parlamentare
| Camera    | Collocazione | Partiti                                                           | Seggi     |
| --------- | ------------ | ----------------------------------------------------------------- | --------- |
| Eduskunta | Maggioranza  | SDP (40) - KESK (31) - VIHR (20) - VAS (16) - SFP/RKP (10),NI (1) | 118 / 200 |
| Eduskunta | Opposizione  | PS (38) - KOK (37) - KD (5) - LIIK (1) - VKK (1)                  | 82 / 200  |